# Manuel Zelaya
José Manuel Zelaya Rosales, també conegut com a "Mel" Zelaya, (Catacamas (Hondures), 20 de setembre de 1952) fou President Constitucional de la República d'Hondures del 2006 al 2009. Després d'haver guanyat les eleccions el 27 de novembre del 2005, davant del seu contrincant del Partit Nacional, Porfirio "Pepe" Lobo. El 28 de juny de 2009 va ser arrestat per membres de l'exèrcit hondurenc en el marc d'un cop d'estat i expulsat del país.

## Biografia
José Manuel Zelaya Rosales va néixer en una família acomodada a la ciutat de Catacamas, departament d'Olancho. Els seus pares van ser Hortensia Esmeralda Rosales Sarmiento i José Manuel Zelaya Ordóñez. Manuel Zelaya està casat amb Xiomara Castro Sarmiento, amb qui té quatre fills: Zoe, Héctor, Hortensia y José Manuel. Zelaya Rosales va rebre la seva educació escolar en els col·legis Niño de Jesús de Praga i Luis Landa, i a l'Institut Salesià San Miguel, a Tegucigalpa.

## Inicis en la seva carrera política
Ingressà al Partit Liberal d'Hondures (PLH) el 1970 com a coordinador d'organització i conseller departamental d'Olancho pel moviment Rodista (MLR). L'any 1983 José Azcona Hoyo va trencar amb el MLR, fet que va donar lloc a una nova facció del Partit Liberal, la qual es va denominar "Moviment Azconista," al que es va unir Manuel Zelaya Rosales. El novembre de 1985 José Azcona Hoyo va guanyar les eleccions presidencials, i 'Mel' Zelaya va obtenir la seva primera acta de diputat (pel departament d'Olancho) al congrés hondurenc. Durant el seu primer període com a diputat, Manuel Zelaya també va ser President de les comissions de Recursos Naturals i Petroli del Congrés Nacional de la República. Així mateix, va ocupar el càrrec de Secretari de la Junta Directiva del Congrés Nacional.
El 1990, durant la presidència del nacionalista Rafael Leonardo Callejas, Zelaya va ser escollit de nou diputat al Congrés Nacional. Novament el 1994, sota la presidència de Carlos Roberto Reina, va ocupar el Ministeri i direcció executiva del Fons Hondureny d'Inversió Social (FHIS). També va ser Diputat pel departament de Francisco Morazán de 1998 a 1999; Assessor del president Carlos Roberto Flores Facussé el 1998; Secretari d'Organització i propaganda del Consell Central Executiu de 1999-2004; membre del Fòrum Nacional de Convergència (FONAC), entre altres càrrecs públics. En el 2005, el Partit Liberal va presentar a Manuel Zelaya Rosales com el seu candidat per a les eleccions presidencials, de les que 'Mel' en va sortir guanyador, derrotant en les urnes al candidat del governant Partit Nacional, Porfirio Lobo Sosa. El 27 de gener de 2006 Manuel Zelaya Rosales succeïx en el càrrec presidencial a Ricardo Maduro. Durant el seu període presidencial, i contrariant a membres del seu propi partit, Zelaya va donar un gir inesperat en la política nacional en promoure mesures de tendència socialista.